# Fonderie Oretea
La fonderie Oretea est une ancienne entreprise située à Palerme.  
Propriété de la Famille Florio, elle a été la première grande usine métallurgique de la Sicile au XIXe siècle.  

## Historique
La « Societé Oretea pour la fusion d'œuvres de fer et de bronze » est créée en septembre 1840 près de l'embouchure de l'Oreto par les frères Sgroi, qui, partis pour Naples, la vendent à une société dont le riche armateur Vincenzo Florio est l'un des principaux actionnaires le 12 décembre 1841.
La famille Florio lie la production de la fonderie avec ses activités d'armement maritime, comme la fabrication de chaudières et de pompes pour les navires à vapeur et en fait la première fonderie industrielle sicilienne, capable de produire en masse. Les autres fonderies sont des petits ateliers, comme celui des frères Orlando qui, pour avoir fourni un canon aux révolutionnaires de 1848, ont dû s'exiler à Gênes, où ils créent un grand chantier naval, puis relancent le chantier naval de Livourne. 
Elle emménage en 1844 sur un site plus vaste, entre l'actuelle Via Fonderia Oretea et Via Onorato, près du port de la Cala. Sous la direction d'Antonio Michelini, la Fonderia Oretea présente la même année une presse hydraulique de 212 atm, dérivée d'un modèle anglais, puis, en 1846, la première machine à vapeur entièrement construite en Sicile, d'une puissance de huit chevaux, et une deuxième, capable d'entraîner toutes les machines de l'usine.
Sa croissance se poursuit, puisqu'en 1859, la famille Florio délaisse ses activités de pêche au thon pour se concentrer sur l'administration de la fonderie et de leur Compagnie de navigation à vapeur. Son activité grossit grâce au développement des contrats de services postaux obtenus par Florio, la fonderie employant 136 personnes au lendemain de l'unification.
La Fonderia Oretea est la première industrie de la ville jusqu'à l'ouverture, en 1903, du chantier naval également détenu par la famille Florio. Outre la production pour l'industrie navale (chaudières, machines, grues, ancres, etc.), elle fournit les particuliers (machines hydrauliques, machines agricoles, équipements miniers, moulins, presses hydrauliques) et les collectivités locales (lampadaires, fontaines, grilles, auvents, etc.). Dans les années 1870, l'Oretea emploie 700 à 800 personnes et maintient ce chiffre durant 20 ans, auquel s'ajoutent les 590 employés de la cale de halage construite en 1871. Il tombe à 557 employés en 1905 sous l'effet probable de l'ouverture du chantier naval qui absorbe des commandes et débauche des ouvriers, et à 365 en 1911, lorsque la Ngi la vend à Cantieri Navali Riuniti de Gênes, déjà propriétaire du chantier naval, qui l'abandonne. 
Les ouvriers de la fonderie forme une « aristocratie ouvrière », aux salaires moindres que leurs homologues italiens pour 10 heures de travail journalier, mais aux conditions de travail enviées par la majorité des travailleurs palermitains. Ils prennent une place active dans l'émergence du mouvement ouvrier, écrivant dans des revues, participant à la création du Mouvement socialiste international au début des années 1870, mais peu actifs au sein des Faisceaux siciliens des travailleurs restant sous la coupe des Florio. Au début du XXe siècle, ils participent aux manifestations et grèves qui mobilisent toutes les catégories de travailleurs contre le manque de soutien de la filière maritime locale par le gouvernement italien et pour des améliorations de salaire et d'organisation du travail. 
À la fin du XIXe siècle, la fonderie fournit les ouvrages en fer et en fonte utilisés dans les bâtiments en style Liberty. 
Le bâtiment est ensuite utilisé comme caserne puis est détruit lors des bombardements de 1943. Les ruines ont été réaménagées en espace culturel.  